# Domodědovskaja (stanice metra v Moskvě)
Domodědovskaja (rusky Домодедовская) je stanice moskevského metra na Zamoskvorecké (druhé) lince, v její jižní části. Svůj název nese podle nedaleké čtvrti Domodědovo a přilehlého letiště.

## Charakter stanice
Domodědovskaja je podzemní hloubená stanice (založena 9,5 m pod zemí), vyprojektovaná a postavená podle unifikované konstrukce; její ostrovní nástupiště podpírají dvě řady sloupů. Oproti starším stanicím zde však byly jisté prvky obměněny, například strop stanice a mramorový obklad sloupů, který tvoří dva druhy tohoto kamene. Na stěnách za nástupištěm jsou umístěné reliéfy s tematikou letecké dopravy. Mramor, který byl použit jak na sloupy, tak i na stěny za kolejemi je převážně bílý, užity byly ale i tmavší odstíny. Podlahu tvoří žula různých odstínů, uspořádaná do šikmých obrazců.
Stanice je hlavně využívána pro dopravu k nedalekému letišti; mezi ní a vzdušným přístavem funguje kyvadlový autobusový spoj. Domodědovskaja byla otevřena 7. září 1985.